# Seulbach
Der Seulbach ist ein Bach im hessischen, Hochtaunuskreis. Er fließt, abgesehen von 600 Metern auf Bad Homburger Gemarkung, nur auf dem Gebiet der Stadt Friedrichsdorf, vorrangig Seulberg. Seine Quelle liegt am Taunushang westlich des Ortsteils Dillingen. Er mündet nach 4,7 km in den Erlenbach.

## Name
Der Name stammt von Seulberg selbst, das sich wiederum von Säulenburg bzw. „Suleburc“ ableitet und von Resten der Villa rustica, einem römischen Gutshaus, bezieht. Ob der Namensteil Seul von Seuel=ahle, pfrieme, mittelhochdeutsch siuwele kommt, ist nicht bewiesen. Früher hieß der Seulbach, benannt nach der gleichnamigen Wüstung im Quellgebiet, Wilkomshauser Bach.

## Geographie

### Verlauf
Das Fließgebiet des Seulbachs ist geprägt durch landwirtschaftliche Flächen, deren Düngung im Frühling häufig zur Algenblüte führt. Der Bach durchfließt dabei das „Bottigtal“ (vermutlich von Bottich = Behälter), das eine wichtige Frischluftschneise für Seulberg darstellt.

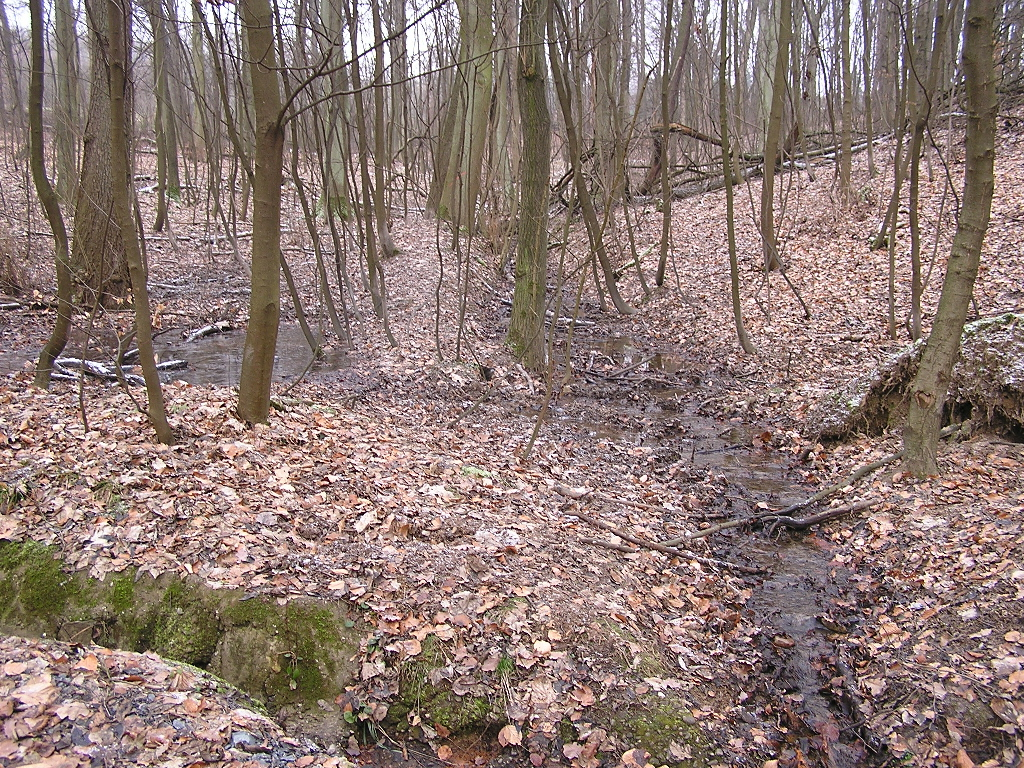
Quelle

Die Quelle, genannt Geisborn, liegt im Seulberger Wald und wird zur Trinkwassergewinnung genutzt. Das Wasser dort hat einen recht hohen Eisenanteil. Nach nur wenigen Metern wird der Bach durch einen sommertrockenen Zufluss gespeist. Es handelt sich dabei um mehrere Bäche, die im Wald nördlich Friedrichsdorfs entspringen, vor allem um den Rehlingsbach, dessen Wasser zum Hochwasserschutz bei größeren Abflussmengen südwestlich an Friedrichsdorf vorbei in den Seulbach geleitet wird. Einige Meter weiter am Seulbach liegt ein kleiner Fischteich. Im Sommer verlässt den Teich kein Wasser, so dass der untere Teil des Baches trockenfällt. Nun folgt die Unterquerung der ehemaligen B 455. Der Rohrquerschnitt wurde absichtlich gering gewählt, so dass Hochwasser oberhalb der als Staudamm fungierenden Straße zurückgehalten wird und der Geländebereich als Rückhaltebecken fungiert.

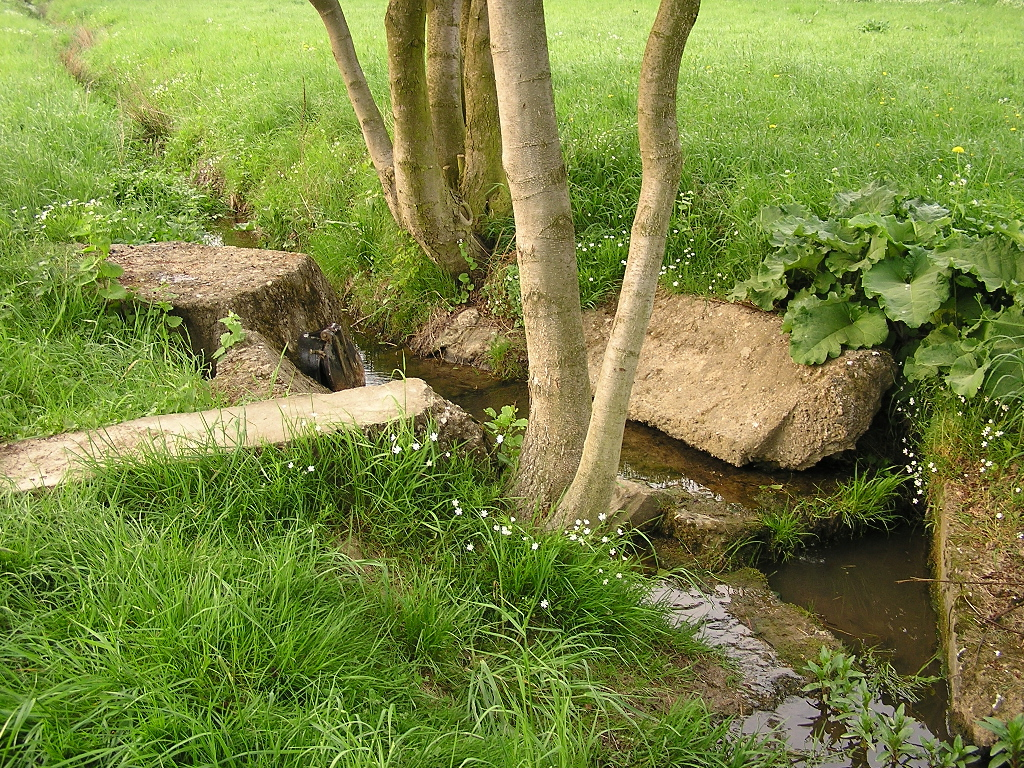
Eine Drainageeinleitung mit ehem. Anfang einer Verrohrung

Hinter der Straße, vorbei an ehemaligen Staubauwerken, wird in den jetzt durch Wiesen verlaufenden Bach Drainagewasser aus den Wiesen geleitet. Im Sommer ist der Bach oft erst ab hier wieder mit Wasser gefüllt. Mehrere Reste von Staubauwerken sowie Verrohrungen im weiteren Verlauf legen den Schluss nahe, dass der Bach teilweise mehrfach aus seinem ursprünglichen Bachbett umgeleitet und verrohrt wurde. Die im am Bach stehenden Bäume haben mit ihren Wurzeln dazu geführt, dass hier mehrere tiefere Stellen (Auskolkungen) entstanden sind.
Hinter dem kleinen Wäldchen mündet aus dem Hardtwald kommend ein weiterer Bach. Ab hier fließt der Seulbach nun in einer Betonrinne. Diese wurde angelegt, um die landwirtschaftlichen Flächen vor der natürlichen Erosion zu schützen und den Bach umzuleiten. Direkt hinter dem Pumpwerk, dessen Entnahme für das Trinkwasser das Grundwasser absenkt, fließt der Bach wieder in einem naturnahen Bett, jedoch nicht am tiefsten Punkt des Tals, den er erst nahe der Grundschule in einer dem Verlauf der Wirtschaftswege folgenden S-Kurve wieder erreicht. Weiter Richtung Seulberg, an der Mündung eines weiteren Baches aus Entwässerungsanlagen der Sportplätze, begann erneut eine Betonrinne, die 2013 entfernt wurde.
Noch vor der Unterquerung der Bahnlinie verläuft auf einer Art Damm die Berliner Straße. Das Rohr wurde hier ebenfalls sehr klein gewählt, außerdem wurde an der Straße ein Einlaufbauwerk angelegt. Durch den Geländeanstieg an den Seiten dient auch dieser Bereich als Rückhaltebecken, bei Hochwasser entsteht meist ein kleiner See.
Einerseits um den mit Abwässern belasteten Bach aus dem Ortsbild zu entfernen, andererseits durch die Erschließung des Wohngebiets zwischen der Bahnstrecke und dem alten Ortskern wurde der Seulbach in den 1950er Jahren in Rohre verlegt. Erst nach dem Unterqueren der Straße Alt Seulberg tritt der Seulbach wieder ans Tageslicht, um parallel zur Grabenstraße in einer großen Betonrinne zu laufen.
Durch eine umgekippte Weide hat sich der Bach am Ende der Betonrinne selbst renaturiert. Einige hundert Meter bachabwärts mündet ein weiterer Bach. Dieser ist ein Zusammenfluss aus dem Rehlingsbach und dem Schnepfenbach, der aus Friedrichsdorf kommt. Nun auf Bad Homburger Gebiet, nach der Unterquerung der A 5, fließt er im „Lohwald“ in den Erlenbach.

### Flusssystem Nidda
- Fließgewässer im Flusssystem Nidda

## Fauna
Bemerkenswert für den Bach ist die Population von Stichlingen an mehreren Abschnitten. Die Fische leben in tieferen Stellen, die im Sommer nicht austrocknen. Sie unterscheiden sich von den zum Beispiel im Erlenbach vorkommenden Tieren durch ihre Farbe: Die Männchen sind in der Balz nicht Rot gefärbt mit dunkelblauen Augen, sondern fast orange mit hellblauen Augen. Die Grundfarbe ist auch nicht silbrig mit grün-grauen Flecken, sondern eher mittelgrauen Flecken. Nahrung finden die Fische zahlreich in Form von Mückenlarven oder Bachflohkrebsen.